# Benitotania elimbata
Benitotania elimbata är en bladmossart som beskrevs av H. Akiyama, Yamaguchi och Suleiman in H. Akiyama et al. 2003. Benitotania elimbata ingår i släktet Benitotania och familjen Daltoniaceae. Inga underarter finns listade i Catalogue of Life.